# Jay Berger
Jay Berger (Fort Dix, Estados Unidos, 26 de noviembre de 1966) es un jugador de tenis estadounidense. En su carrera ha conquistado 4 torneos ATP y su mejor posición en el ranking de individuales fue N.º 7 en abril de 1990 y en el de dobles fue Nº196 en noviembre de 1988.

## Títulos (4; 3+1)

### Individuales (3)
| N.º | Fecha                   | Torneo                  | Superficie    | Oponente en la final | Resultado |
| --- | ----------------------- | ----------------------- | ------------- | -------------------- | --------- |
| 1.  | 16 de noviembre de 1986 | Buenos Aires, Argentina | Tierra batida | Franco Davín         | 6–3, 6–3  |
| 2.  | 31 de octubre de 1988   | São Paulo, Brazil       | Dura          | Horacio de la Peña   | 6–4, 6–4  |
| 3.  | 8 de mayo de 1989       | Charleston, EUA         | Tierra batida | Duncan Lawson        | 6–4, 6–3  |

### Finalista (4)
- 1987: Buenos Aires (pierde contra Guillermo Pérez Roldán)
- 1989: Indianapolis (pierde contra John McEnroe)
- 1989: Itaparica (pierde contra Martín Jaite)
- 1990: Toronto (pierde contra Michael Chang)

### Dobles (1)
| N.º | Fecha                 | Torneo            | Superficie | Oponente en la final | Resultado                    |               |
| --- | --------------------- | ----------------- | ---------- | -------------------- | ---------------------------- | ------------- |
| 1.  | 31 de octubre de 1988 | São Paulo, Brasil | Dura       | Horacio de la Peña   | Ricardo Acuña Javier Sánchez | 5–7, 6–4, 6–3 |

### Finalista en dobles (1)
- 1987: Buenos Aires (junto con Horacio de la Peña, pierden contra Tomás Carbonell/Sergio Casal)